# Sahra Wagenknecht
Sahra Wagenknecht pronunciació alemanya: [ˌzaːʁa ˈvaːɡŋ̍ˌknɛçt] ( Jena, 16 de juliol de 1969) és una política, economista, escriptora i publicista alemanya, llicenciada en literatura i doctora en ciències econòmiques. Va ser membre del consell de directors del Die Linke i del Parlament Europeu des del juliol de 2004 fins al juliol de 2009. Des del 2009 va ser membre del Bundestag d'Alemanya i portaveu d'economia del seu grup parlamentari. Era la portaveu de la Plataforma comunista. Des de 2010 va ser vicepresidenta del partit alemany Die Linke, que abandonà el 2023 per formar l'Aliança Sahra Wagenknecht (Bündnis Sahra Wagenknecht, BSW).
Wagenknecht es mostra a favor de Fidel Castro i solidària amb Hugo Chávez i critica l'anticomunisme.

## Biografia i formació
Wagenknecht és filla d'una alemanya i un iranià i té la nacionalitat iraniana. Quan tenia tres anys, el seu pare va deixar la família i se'n tornà a l'Iran. La mare va treballar per a una agència estatal de distribució d'objectes d'art. Wagenknecht es va criar amb els avis a Jena i es va establir amb la mare a Berlín Oriental per començar l'escolaritat. En els seus anys escolars va ser membre de la Freie Deutsche Jugend i va acabar el 1988 l'educació secundària amb el batxillerat Abitur a Berlin. En temps de la RDA, Wagenknecht es va negar a menjar durant la classe obligatòria de formació militar, la qual cosa va ser interpretada pels funcionaris com una vaga de fam. Com a conseqüència li van prohibir d'estudiar a la RDA. Li van assignat un lloc com a secretària i va dimitir al cap de tres mesos. El 1989, sis mesos abans de la Caiguda del Mur de Berlín, va entrar en el Partit Socialista Unificat d'Alemanya (SED).
A partir de 1990 va estudiar a les universitats de Jena, Berlín i Groningen filosofia i literatura contemporània, i va completar els seus estudis el 1996 a Groningen amb un tesi sobre la interpretació de Hegel pel jove Marx, dirigida per Hans Heinz Holz.
Entre 2005 i 2010 estudià economia i va defensar una tesi doctoral sobre "Els límits de l'elecció d'estalvi i necessitats bàsiques als països desenvolupats", a la Universitat Tècnica de Chemnitz, qualificada magna cum laude en el sistema alemany, i publicada per la Universitat.
El 1997 es va casar amb el periodista i productor Ralph-Thomas Niemeyer,. de qui es va divorciar el 2013. El 2014 es va casar al el polític Oskar Lafontaine, que li porta 26 anys.
S'ha declarat atea.

### Carrera política

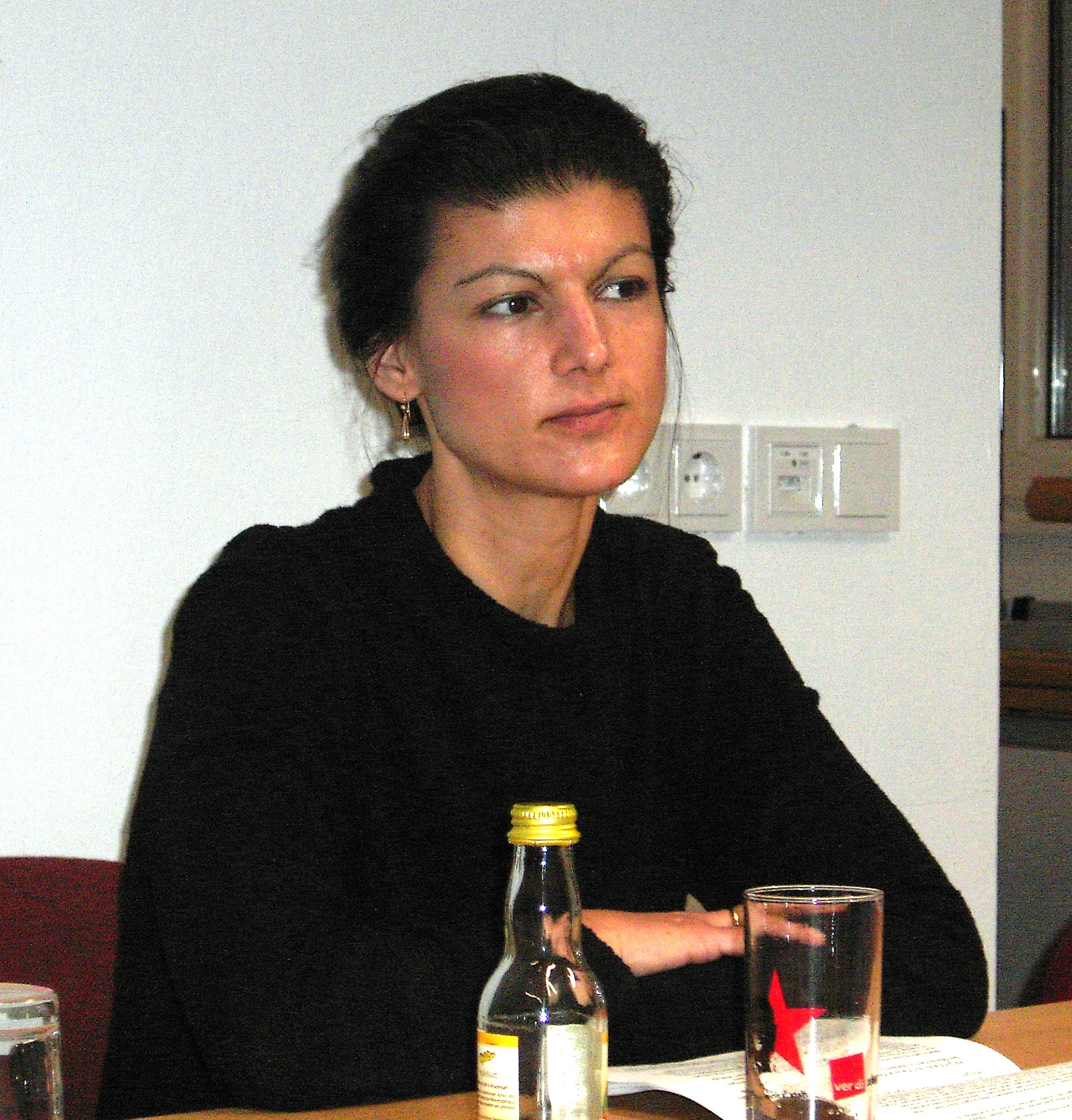
Sahra Wagenknecht

Entre els anys 1991 i 1995, Sahra Wagenknecht va ser membre de la presidència del Partit del Socialisme Democràtic (PDS), i des del 1991 també va ser membre de la direcció de la Plataforma Comunista. Des del 2007, Sahra Wagenknecht és membre de la presidència del partit Die Linke i des de l'octubre de 2007, membre de la comissió programàtica del partit.
En les eleccions de 1998, Wagenknecht va concórrer com a candidata per la regió de Dortmund i va aconseguir el 3,35 per cent dels vots. El 1999, en les eleccions al Parlament Europeu, va ser triada com a representant del PDS. Al Parlament va treballar en el Comitè d'Assumptes Econòmics i Monetaris, així com en l'Assemblea de Parlaments llatinoamericans.
Després de la unió del PDS i del WASG per formar Die Linke, Wagenknecht va contemplar la possibilitat de presentar-se com a vicepresidenta del partit. No obstant això, líders del partit, com Lothar Bisky i Gregor Gysi, s'hi van oposar (al·legant les seves suposades simpaties amb la RDA). Com a conseqüència de la controvèrsia, Wagenknecht va anunciar que no es presentaria. Wagenknecht va obtenir un escó en les eleccions federals del 2009 a Renania del Nord-Westfàlia. En el Bundestag, es va convertir en la portaveu del partit per a assumptes econòmics. El 15 de maig de 2010 va ser triada finalment vicepresidenta del partit.
Wagenknecht defensava que el partit Die Linke havia de dur a terme una política radical i amb objectius anticapitalistes per diferenciar-se del Partit Socialdemòcrata d'Alemanya i Aliança 90/Els Verds. Es va manifestar críticament pel que fa a la participació del partit en governs de coalició, especialment a l'estat federal de Berlín, que van dur a terme polítiques de retallades de la despesa social i privatitzacions.
A finals de setembre del 2023 va formar Aliança Sahra Wagenknecht - Per la Raó i la Justícia, (BSW) una associació destinada a servir com a precursora d'un partit polític. El partit va ser fundat al gener de 2024.
En les eleccions de 2024 a Turíngia i Saxònia el nou partit va superar amb escreix els vells partits d'esquerra.